# Гарисса (округ)
Гарисса — административный округ в бывшей Северо-Восточной провинции Кении. Его столица и крупнейший городской район — Гарисса. Население округа — 923 060, преимущественно этнические сомалийцы, площадь около 45 720,2 км². По состоянию на 31 августа 2016 года, в лагерях беженцев в Дадаабе, расположенном в округе Гарисса, находилось более 260 000 сомалийских беженцев.